# Louis de Cazenave
Pour les articles homonymes, voir Cazenave.
Louis Henri Félix de Cazenave, né le 16 octobre 1897 à Saint-Georges-d'Aurac (Haute-Loire) et mort le 20 janvier 2008 à Brioude,, est du 10 novembre 2006 à sa mort le plus ancien et l'un des deux derniers poilus français encore vivants.
Avec le décès d'Aimé Avignon le 25 août 2007, il devient également le doyen des hommes français. Par ailleurs, Louis de Cazenave est aussi le onzième homme le plus âgé du monde et le quatrième en Europe. Il est également le huitième homme français à franchir le cap des 110 ans.
Louis de Cazenave appartient à la famille de Cazenave de Libersac, maintenue noble en 1669 par arrêt du Conseil d’Etat et confirmée noble en 1697. Ses ancêtres votent à Libourne en 1789 dans les rangs de la noblesse.

## Son service durant la Première Guerre mondiale (1916-1918)
En 1916, il quitte à 19 ans son village natal où sa mère est receveuse des postes. Le jeune soldat est affecté au 22e régiment d'infanterie coloniale, puis au 5e bataillon de tirailleurs sénégalais, période qu'il décrit par : « Forcément on ne nous mettait pas dans les endroits les plus calmes. »
En avril 1917, il est envoyé au chemin des Dames. Il y participe à la terrible offensive lancée par le général Nivelle, qui remplace le maréchal Joffre à la tête de l'État-major français depuis décembre 1916. Les moyens militaires français se montrent rapidement insuffisants face à une armée allemande bien préparée et embusquée dans les côtes de la vallée de l'Aisne.
Louis de Cazenave témoigne : « Je me rappelle du village de Jouy, on disait : Le général Mangin a joui à Jouy avant le Chemin des Dames. »
« C'était un mauvais coin ça bagarrait tout le temps. J'ai vu des centaines de tués, moi je n'ai rien eu du tout. »
« Il faut avoir entendu les blessés entre les lignes. Ils appelaient leur mère, suppliaient qu'on les achève. C'était une chose horrible. Les Allemands on les retrouvait quand on allait chercher de l'eau au puits. On discutait. Ils étaient comme nous, ils en avaient assez. »
Il a le souvenir de veiller dans les tranchées nuit et jour et il n'a pas oublié la chanson de Craonne. Durant l'année 1917, il raconte : « Nous avions fraternisé mais quand c'est arrivé aux oreilles de l'État-major, il a ordonné une attaque. »
Puis il est muté dans l'artillerie en septembre 1917 : « Là ce n'était pas comparable. » Titulaire d'une citation, il est décoré de la Croix de guerre en 1918. Le canonnier de Cazenave est démobilisé en septembre 1919. Il reçoit la carte du Combattant en 1930.

## Après la guerre
À la fin de la guerre, il revient dans la Haute-Loire et entre aux chemins de fer en 1919. Il épouse en 1920 Marie, receveuse des postes, qui met au monde trois fils auxquels il ne parlera jamais de ce qu'il a vécu dans les tranchées.  Il s'installe en 1927 à Brioude avec sa famille. Pacifiste convaincu, Louis de Cazenave participe aux grèves de 1936 et s'abonne à La Patrie humaine, un journal libertaire. Fin 1941, il est arrêté par la police de Vichy et emprisonné quelques semaines. Selon son fils, « Il n'était pas d'accord avec le régime de Pétain » et fut mis en retraite d'office. Il est donc retraité de décembre 1941 à janvier 2008.

## Un des derniers rescapés de la Grande Guerre
Depuis 1945, Louis de Cazenave menait une « vie calme » dans la petite ville auvergnate. En 1973, il perdit sa femme Marie.
Il vécut ensuite avec son fils cadet et ses aides ménagères dans une petite maison construite dans les années 1920 et dotée d'un petit jardin. Peu de temps avant que les médias ne s'intéressent à lui, il jardinait mais sa santé déclinant il dut y renoncer.
Durant ses dernières années, le vieil homme, à moitié sourd et se déplaçant à l'aide d'un déambulateur, dut affronter les fréquentes visites des journalistes venus questionner un des derniers poilus de la Grande Guerre. Son fils, Louis, âgé alors de 75 ans, déclarait : « La guerre il en parle seulement depuis quelques années, depuis qu'on vient l'interviewer, à nous avant, il n'en parlait jamais. » En effet, depuis la mort de Maurice Floquet en novembre 2006, Louis de Cazenave était devenu le doyen des vétérans de la Première Guerre mondiale et le dernier survivant du Chemin des Dames. Pourtant il souhaitait « rester dans l'ombre » et « être tranquille ».
Pendant longtemps, il a d'ailleurs refusé la Légion d'honneur qu'il devait finalement recevoir en novembre 1995, à la demande des anciens combattants. Au témoignage de son fils : « Les anciens combattants l'avaient demandée pour lui, il ne la voulait absolument pas, il m'a dit : « Tu peux te la mettre quelque part. ». Il n'est jamais allé aux commémorations du 11 novembre à Paris. Les cérémonies il aime pas ça. »
Lorsqu'on lui demandait de s'exprimer sur son passé de militaire il répondait avec une certaine vivacité :
« La guerre ? Hay hay hay ! Un truc absurde, inutile ! À quoi ça sert de massacrer des gens ? Rien ne peut le justifier, rien ! »
« La gloire, l'héroïsme ? De la fumisterie ! »
« Le patriotisme ? Un moyen de vous faire gober n'importe quoi ! »
« Les médailles ? Certains de mes camarades n'ont même pas eu le droit à une croix de bois ! »
« La Légion d'honneur ? Je m’en serais bien passé. Dites-le bien que l'État n'a pas été correct avec moi. »
En novembre 2007, il est l'un des deux derniers poilus encore en vie, avec Lazare Ponticelli. Comme ce dernier, il décline des obsèques nationales. En 2005, le Haut conseil de la mémoire combattante, présidé par le président de la République (alors Jacques Chirac), avait en effet décidé que des obsèques de portée nationale seraient organisées pour le dernier combattant de 1914-1918 et que celui-ci serait enterré au Panthéon. À ce propos, Louis de Cazenave répondit sans hésitation : « Non je veux aller avec les miens, avec ma famille au cimetière de Saint-Georges-d'Aurac. Je veux la simplicité. »